# Освободительный фронт Словении
Освободительный фронт Словении (серб. Ослободилачки фронт Словеније), полное название Освободительный фронт словенского народа (словен. Osvobodilna fronta slovenskega naroda), чаще называется просто «Освободительный фронт» (словен. Osvobodilna fronta) — югославское словенское антифашистское движение, которое в годы Второй мировой войны являлось ядром Движения Сопротивления в Словении как части Югославии. Насчитывало в своих рядах до 676 с половиной тысяч человек.

## Описание

### Создание
Освободительный фронт Словении образовался после начала войны с Германией. Де-факто это произошло 26 апреля 1941, когда в доме литературного критика Йосипа Видмара собрались представители нескольких политических партий и словенские деятели культуры. От коммунистической партии были делегированы Борис Кидрич, Борис Зихерл и Алеш Беблер, от партии «Соколы» — Йосип Рус, от христианских социалистов — Тоне Файфар. Также в обсуждении приняли участие деятели культуры Фердо Козак, Франц Штурм и Йосип Видмар как инициатор. Изначально организация называлась «Антиимпериалистический фронт», поскольку её члены высказывали недовольство действиями СССР в отношении Германии. После нападения Германии на Советский Союз организация 30 июня была переименована официально в «Освободительный фронт словенского народа». Его участники выступали за решительную борьбу против немецко-фашистских захватчиков и осуждали людей, стремившихся при помощи Германии восстановить независимость Словении.

### Структура
Во время войны и в послевоенные годы фронт сотрудничал с 15 общественными, политическими и военными организациями, являясь непосредственно частью Единого народно-освободительного фронта Югославии. Это были:
- Коммунистическая партия Словении (партия-основатель)
- Христианские социалисты (партия-основатель)
- Народные демократы — Соколы (партия-основатель)
- Культурная группа (партия-основатель)
- Ассоциация сельских юношей и девушек
- Старая правда (послевоенная организация)
- Группа министров (министры Королевства Югославии)
- Чошева группа (студенческое движение Люблянского университета)
- Союз инженеров
- Союз словенской молодёжи
- Югославский союз женщин (послевоенная организация)
- Антифашистский фронт женщин Словении (распущена после войны)
- Союз социалистической молодёжи Югославии — Народная молодёжь Словении (распущена после войны)
- Единые синдикаты (распущена после войны)

Точная численность организации не установлена до сих пор: в послевоенные годы это число превысило отметку в 600 тысяч человек. Однако с июня 1941 года во всех районах Словении начались открытые столкновения партизан с немецкими и итальянскими войсками. Особенно кровопролитной борьба была в районе провинции Любляна итальянского государства. Освободительный фронт стал фактически не просто народным антифашистским освободительным движением, но и самостоятельной политической организацией с Верховным советом и Высшим сбором Освободительного фронта как представителем власти Словении в Югославии. Высший сбор был основан 28 июля 1941, в него вошли основатели фронта — Борис Кидрич, Эдвард Кардель, Тоне Файфар, Йосип Рус и Йосип Видмар. В августе 1941 года туда вошли Эдуард Коцбек и Франце Лубей, а 12 января 1943 присоединились Мариан Брецель и Зоран Полич.
К ноябрю 1941 года в Любляне насчитывалось 188 ячеек Освободительного фронта, в декабре их число выросло до 240, а в январе 1942 и вовсе достигло отметки в 433. Помимо этого, Освободительным фронтом была создана организация «Народная защита», в состав которой входили более 2 тысяч партизан, организованных в взводы, роты и батальоны. Освободительный фронт издавал свою газету «Словенски порочевалец» и даже имел тайную радиостанцию.

## Деятельность

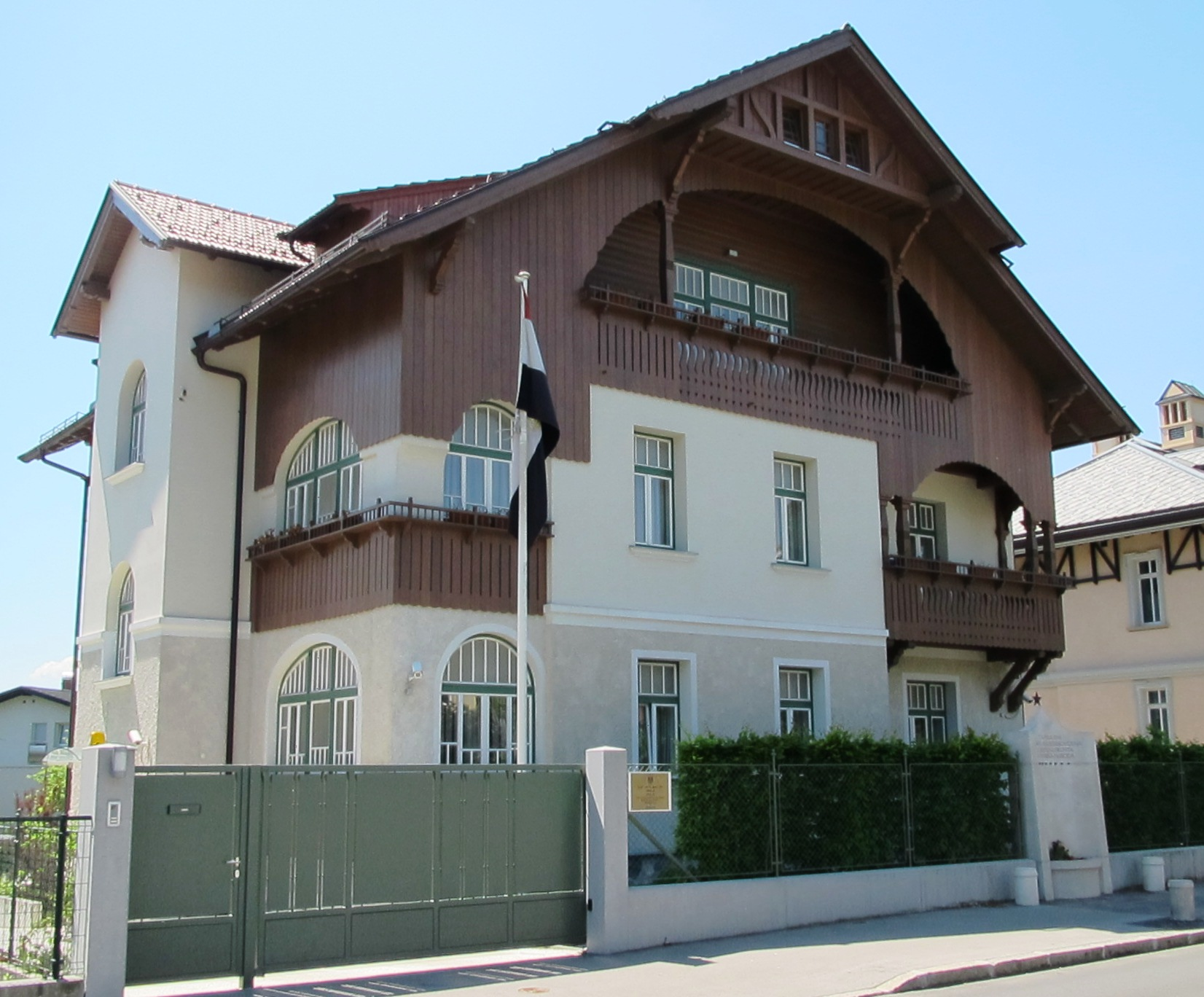
Дом Йосипа Видмара, где было первое собрание Освободительного фронта

### Начало войны
Зима 1941-1942 годов была не самой благоприятной для партизан и создавала отличные условия немцам для атаки на отряды. Однако сила Освободительного фронта нарастала. Ещё на третьей сессии Верховного совета в сентябре 1941 года был создан Словенский национальный комитет освобождения, там же были приняты решения:
- решение о включении НОАЮ в борьбу с оккупантами
- решение об объединении словенского народа ради освобождения страны
- решение о создании народного ополчения
- решение о заёмах в военное время

В октябре 1941 года в Словенский национальный комитет пришло письмо с подтверждением правомерности решений и права на выборы своих представителей в Верховный совет от Любляны. Зимой 1941/1942 были прописаны «Основные положеия Объединённого фронта»:
1. Бороться с оккупантами любой ценой ради объединения словенцев.
2. Не соглашаться на раскол Югославии.
3. Соединить усилия с другими славянскими народами под руководством русского народа с учётом права на самоопределение народа
4. Бороться за национальные и гражданские права словенцев.
5. Поддерживать все группы в составе Освободительного фронта.
6. После освобождения Словении восстановить полностью власть и провести демократические выборы.
7. Вопросы, которые не относятся к войне, решать исключительно мирным путём после войны
8. Согласно Атлантической хартии, разрешить изгнанным словенцам вернуться на свои территории и восстановить их права и обязанности в полном объёме.
9. Пополнять народную армию на словенской территории силами добровольцев и партизан.

Эдуард Кардель в марте 1942 года писал Иосипу Брозу Тито, что Освободительный фронт обладает не только в пропагандистском смысле, но и в реальности законной властью в Словении.
В 1942 году Освободительный фронт в целях контрпропаганды объявил так называемое «культурное молчание»: было приостановлено проведение общественно-культурных мероприятий в символ протеста против притеснения словенской национальной культуры со стороны итальянской и немецкой администрации.

### Борьба с Италией и восстановление страны
В конце февраля 1943 года после долгих дискуссий между основателями фронта было подписано Доломитское соглашение, согласно которому народники из «Сокола» и христианские социалисты сняли с себя ответственность за будущее страны и переложили её на плечи Коммунистической партии. Это, однако, укрепило единство между членами Фронта освобождения. После капитуляции Италии 8 сентября 1943 части Главного штаба народно-освободительной армии и партизанских отрядов Словении начали разоружать итальянцев и добивать коллаборационистов из Белой и Синей Гвардии, сотрудничавших с итальянскими властями. Люблянская провинция была упразднена, Приморье вернулось в состав Югославии, и оттуда стали набирать добровольцев в армию в возрасте от 17 до 45 лет. Законодательным органом был признан Сбор делегатов словенского народа, в который вскоре в конце сентября 1943 года прошли выборы. За административное устройство отвечала Управительная комиссия — де-факто министерство внутренних дел.
В середине сентября по решению Верховного совета Освободительного фронта в состав Словении было принято полностью Приморье, что позволило удовлетворить просьбу итальянских словенцев о воссоединении утраченных территорий (позднее словенцы основали с их помощью Народно-освободительный совет как наивысший орган власти). С 1 по 3 октября в Кочевье прошло заседание Сбора делегатов словенского народа, на котором было принято решение о продолжении борьбы со странами Оси (на этот раз борьба переключилась на немцев). Была объявлена всеобщая мобилизация, начались сборы средств на нужды армий. Несмотря на то, что немцы закрепились на большей части оккупированных территорий Словении, дальше словенцев выбить не удавалось, а партизаны ежедневно наносили немцам урон. 19 февраля 1944 на втором заседании АВНОЮ была затронута тема дальнейшей судьбы Словении. Предварительно было принято решение о предоставлении автономии словенцам в качестве Народной республики в составе Югославии. После этого Словенский национальный комитет освобождения был провозглашён высшим представительным органом в Словении и переименован в Словенский народно-освободительный совет.

### После войны
После войны Освободительный фронт продолжил свою деятельность. Его первый конгресс, прошедший с 15 по 16 июля 1945, позволил утвердить новую программу послевоенного развития. С 5 по 7 августа того же года в Белграде состоялся конгресс Народного фронта, на котором Освободительный фронт включился в общую работу Народного фронта. На втором конгрессе в Любляне был поставлен план первой пятилетки, а на третьем конгрессе в 1951 году была утверждена программа по переходе на рабочее самоуправление и развития социалистической демократии. В феврале 1953 года на четвёртом заседании Народного фронта было принято решение о переименовании фронта в Социалистический союз трудового народа Югославии, а позднее Освободительный фронт вошёл в его состав.

## Память о событии
В память о вооружённом сопротивлении ежегодно 27 апреля в Словении отмечается праздник — День Освободительного фронта, также известный как День сопротивления оккупации.